# Salzbergwerk Khewra
Das Salzbergwerk Khewra liegt im Nordosten Pakistans in der Provinz Punjab bei Khewra, der zweitgrößten Stadt im Distrikt Jhelam. Dieses Salzbergwerk ist das größte und älteste in Pakistan und nach den Vorräten das zweitgrößte der Welt. Die jährliche Produktion dieses Bergwerks beträgt 350.000 Tonnen Halit von hoher Reinheit. Die Vorräte werden auf 82 bis 600 Millionen Tonnen geschätzt. Die Legende legt die Kenntnis des Salzvorkommens auf die Entdeckung durch die Truppen von Alexander dem Großen im Jahr 326 v. Chr. Die Nutzung der Vorräte im Salzgebirge ist wohl schon länger bekannt. Die kommerzielle Ausbeutung und der Handel begann in der Zeit des Mogulreichs (1524 bis 1752). Der heutige Hauptstollen wurde 1872 während der britischen Zeit durch den englischen Bergbauingenieur H. Warth erschlossen. Nach 1947 mit der Unabhängigkeit Pakistans übernahm der Staat von den Briten zunehmend die Produktion am größten Salzfundort des Landes. Das Bergwerk ist seit 2000 eine Touristenattraktion mit jährlich etwa 250.000 Besuchern.

## Geographie der pakistanischen Lagerstätten
Die pakistanischen Salzlagerstätten befinden sich alle im Punjab. Davon liegen drei im Salzgebirge mit weißem und durch Eisenionen gefärbtem roten Halit in kambrischen Gestein. Eine westlich vom Indus liegende Lagerstätte mit zwei Abbaustellen ist tertiären Ursprungs und liefert ein weißes bis graues Produkt.

### Khewra

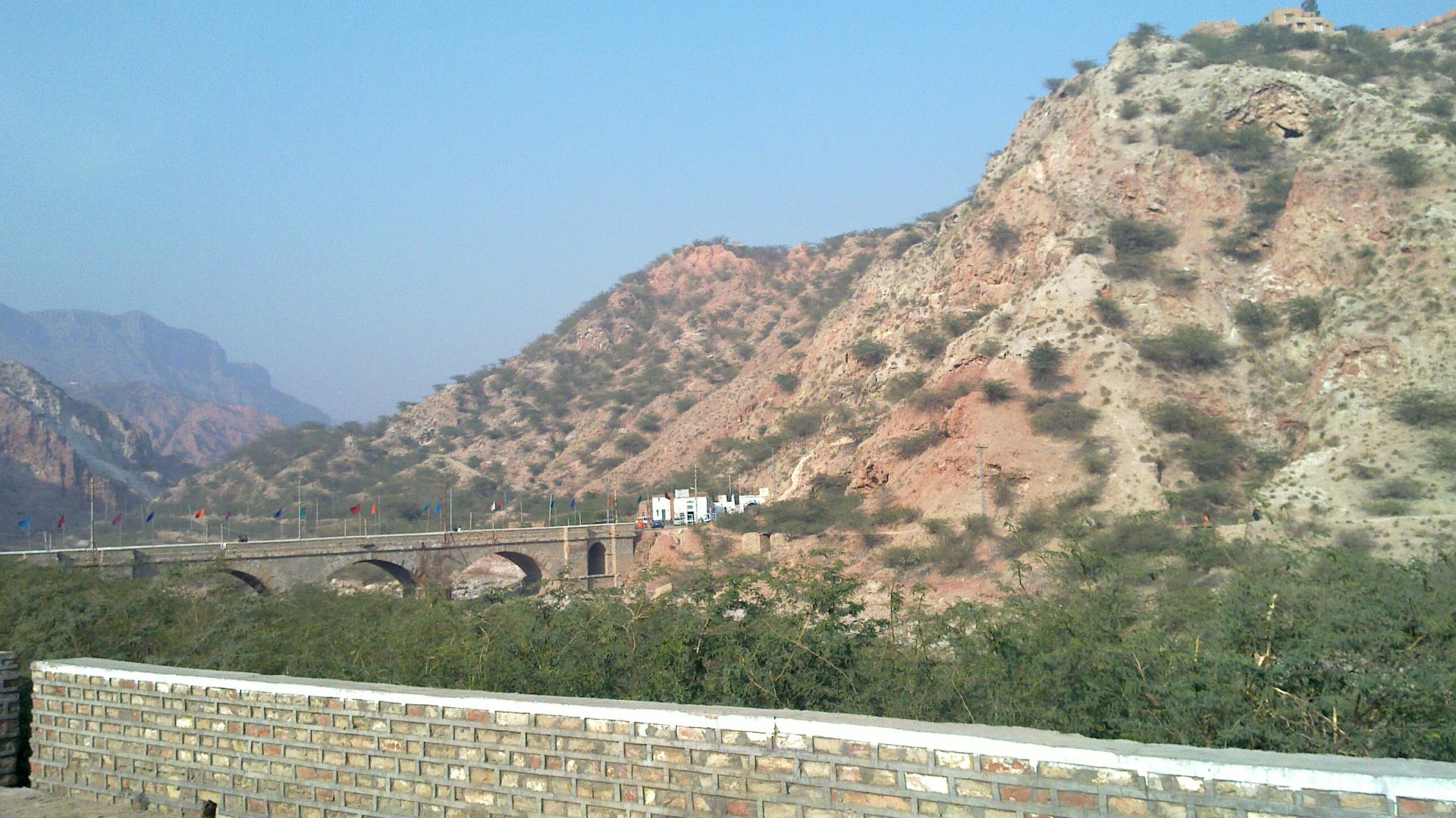
Eingang zum Bergwerk

Das Salzbergwerk Khewra befindet sich im Norden des pakistanischen Punjab, der Zugang liegt zehn Kilometer am Abhang des Salzgebirges zum Fluss Jhelam. Khewra ist etwa 160 Kilometer von Islamabad nach Süden und 260 Kilometer von Lahore nach Norden entfernt.
Neben den Salzvorkommen wird Kalkstein, Steinkohle und Gips aus anderen Bergwerken in diesem Mittelgebirge abgebaut. Das Steinsalz und andere Mineralien gehören zum Evaporit eines vor 800 Millionen Jahren verdunsteten Oberflächengewässers deren aktuelle Überschiebung sich im Untergrund zwischen Indischer und Eurasischer Platte befindet. Diese führt entlang der nur wenig ansteigenden duktilen salzhaltigen Evaporitschicht aus der Billianwala-Subformation. Die lokalen Bedingungen im Bergwerk haben die Ursache in der Verbreiterung der Überschiebungsfront und der so entstandenen Länge des Gebirges. Dies führt innerhalb eines schmalen Streifens zu den (teilweise durch Tonschichten getrennten) Salzlagerstätten von ungewöhnlich großer Mächtigkeit.
Die Entstehungszeit wurde bei den Untersuchungen zu einem „Geologischen Überblick für Indien“ belegt. Dieser Bericht wurde von Paläobiologen und Geologen in den 1930er und 1940er Jahren erstellt. Birbal Sahni fand dabei im Inneren des Bergwerks Samen von Bedeckt- und Nacktsamern sowie Insekteneinschlüsse aus dem Kambrium.
Der Eingang zum Khewrabergwerk liegt 288 Meter über Meeresniveau. Der Lagerstock bedeckt eine Fläche von 110 Quadratkilometern und besitzt eine Gesamtmächtigkeit von 150 Metern in sieben Flözen. An der Südflanke des Salzgebirges ist der gesamte Lagerbestand mehrere hundert Meter mächtig. Von der Höhe des Eingangs gehen die Stollen bis 730 Meter Tiefe in das Gebirge hinein. Der Abbau erfolgt nach der Hohlraum-Pfeiler-Methode (Kammerbau). Der Vorrat für die Abbaustelle wird vom Unternehmen mit 6687 Milliarden Tonnen angegeben. Die Pachtfläche unter der sich die Anlage befindet beträgt 3398.53 Acres, entsprechend 1375 Hektar. Das Khewra-Salz ist weiß, rötlich und rot und besitzt im Mittel eine Reinheit von 96 %.
Neben den Steinsalzvorkommen, die im Untertageabbau gewonnen werden, finden sich in der Nähe von Khewra bei Dharyala auch „offene Vorkommen“ von Salzlaken.

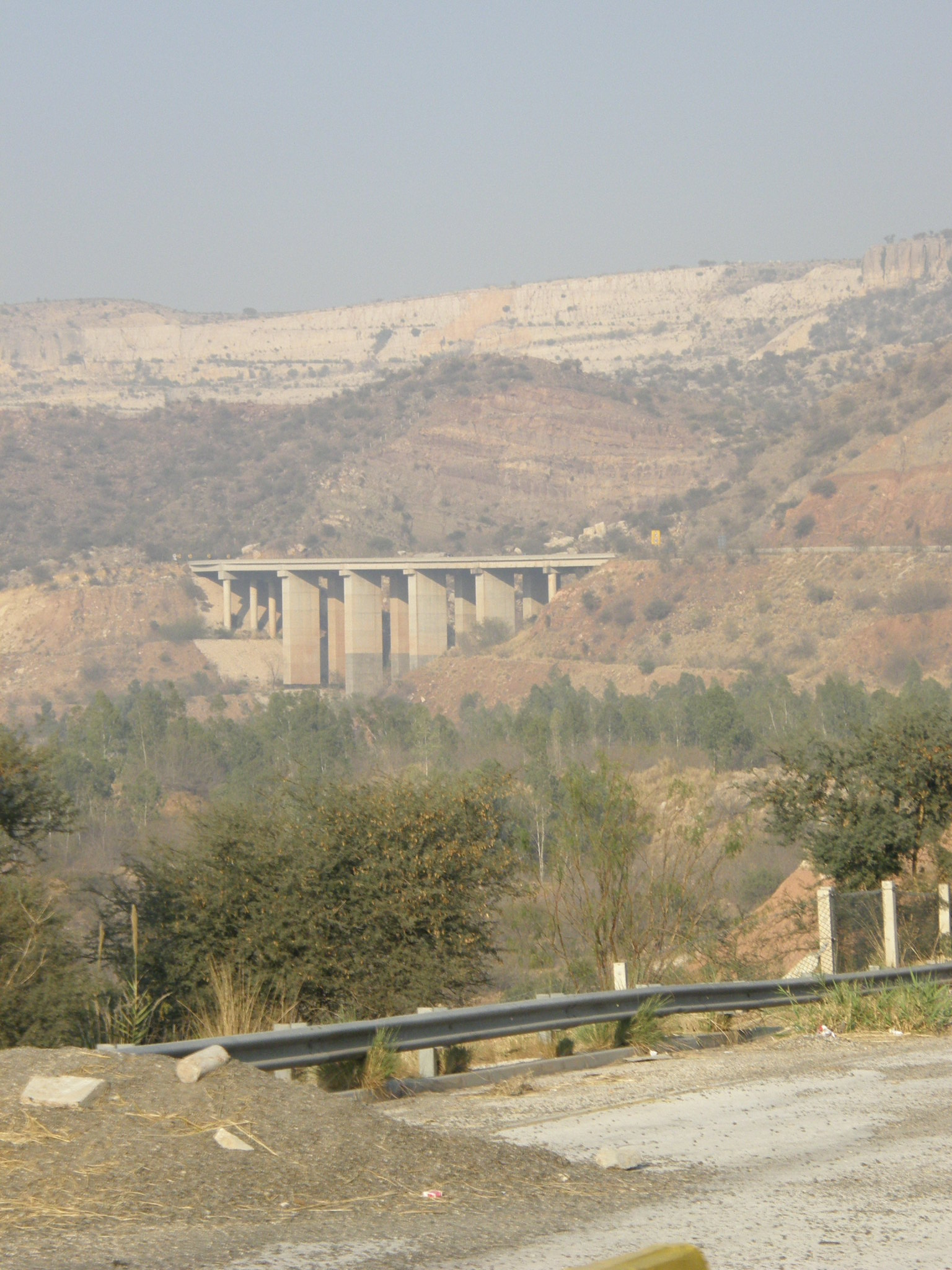
Schnellstraße zum Bergwerk

Khewra ist über die Autobahn M2 Lahore–Islamabad erreichbar. Von der Abfahrt Pind Dadan Khan (Kreuz Lilla) führt die „Lillafernstraße“ 30 Kilometer im Tal des Jhelam am Gebirgsabhang entlang. Durch die Stadt Pind Dadan Khanh führt eine Straße am Abhang in die Berge der Salzgebirgskette (dem mineralreichen Gebirgssystem) nach Khewra und zum Bergwerkseingang, der weitere Straßenverlauf nach Norden über das Salzgebirge führt zum Industal.

### Warcha
Die zweitbekannteste Salzabbaustätte in Pakistan ist das südwestlicher auf den Hängen des Salzgebirges gelegene Warcha-Salzbergwerk (Warcha Salt Mine: 32° 24' 46 N, 71° 57' 57 E). Für die Jahresproduktion nennt das Unternehmen für 2013/2014 als Abbaumenge 696.979 Tonnen und als Verkaufsmenge 665.577 Tonnen. In diesem Bergwerk wurde der Abbau gegenüber dem in Khewra in den letzten Jahren deutlich gesteigert. Das Vorkommen steht in einem unregelmäßigen und gebrochenen Salzdom an. Die fünf Flöze der Grube haben eine maximale Dicke von 15 Metern. Der Warcha-Anlage wird das in Reinheit und Farbe beste Steinsalz der Welt zugeschrieben. Das Salz ist weiß bis schwach rötlich mit einer durchschnittlichen Reinheit von 98 %. Das weiße Salz wird direkt als Speisesalz vertrieben, es ist transparent und kristallin. Die Abbaustätte liegt im Khushab District und bedeckt eine Pachtfläche von 3601 acres (etwa 1500 Hektar). Der Abbau erfolgt hier ebenfalls in Salzkammern nach der Hohlraum-Pfeiler-Methode. Es bleiben Pfeiler des Steinsalzes stehen, die das Gewicht des überstehenden Berges abstützen. Der Vorrat der Abbaustelle wird vom Unternehmen mit mehr als einer Milliarde Tonnen angegeben.

### Kalabagh
Eine dritte und derzeit nach der Abbaumenge zweitgrößte Abbaustätte Pakistans liegt am Westabhang des Salzgebirges bei Kalabagh am rechten Ufer der „Luni Wahan nullah“. Das Bergwerk befindet sich 296 Kilometer von Islamabad oder 50 Kilometer von Mianwali entfernt. Der Zugang liegt am Abhang des Industals (Kalabagh Salt Mine: 32.945 N, 71.567) in 232 m. Das Salz in Kalabagh liegt in irregulären und verdrehten Flözen und wird größtenteils noch manuell im Kammerbau nach der Hohlraum-Pfeiler-Methode gewonnen. Die höchste Kammer ist 80 Meter (260 feet) hoch. Im Kalabagh-Bergwerk wird Salz in 13 Sorten in verschiedenen Farbtönen zwischen Weiß und Rosa manuell getrennt abgebaut. Die Abbaumenge hat eine mittlere Reinheit von 96 %. Die jährliche Abbaumenge ist (2001/2002) mit 33.462 Tonnen bei einem Vorrat von knapp einer Milliarde Tonnen angegeben. Für 2013/2014 lag die Abbaumenge bei 106.271 Tonnen und wurde auch in dieser Menge verkauft. Für die Grubenfläche sind 3837,81 Acres (1550 Hektar) genannt und befinden sich zum Indusabhang bei Wanda Kukran Wala.
Die historische Salt Mine of Kalabagh mit einigen älteren Abbaustellen liegt in der Nähe der Ortschaft Wanda Kukran Wala am Indus entlang. „Zu Kara Bagh in 33° durchschneidet er [der Indus] einen Bergzug, welchen Elphinstone als Salz-Gebirge bezeichnet. Das Salz kommt darin in 1' dicken Lagern vor, welche durch dünne Thonschichten von einander getrennt sind. Mit Ausnahme dieses, von tiefen Schluchten durchschnittenen Gebirgens von etwa 1800' Seehöhe ist der Bezirk von Punjab ganz flach.“

### Jatta
Eine weitere Salzabbaustätte in Pakistan (Distrikt Karak) ist die Jatta Salt Mines (in Jatta und Bahadurkheil). Diese beiden Abbaustellen befinden sich 217 Kilometer von Islamabad und Kohat am Westhang des Industals außerhalb des Punjab. Sie besitzen in einem geologischen Horizont von Kalkstein einige Milliarden Tonnen Salzvorrat. Dieser Teil der pakistanischen Salzvorkommen ist das jüngste und geht auf den Zeitraum des Tertiär vor 26 bis 66 Millionen Jahren zurück. Auf zwei Pachtflächen von zusammen 8449,92 Acres liegt diese Grube. Im Mittel des Ertrags habt diese Grube eine Reinheit von 92 % Natriumchlorid. Die Reinheit ist innerhalb des Vorkommens sehr unterschiedlich, so gibt es bemerkenswerte Salzkammern mit einer Reinheit von mehr als 99 % Natriumchlorid, ohne Spuren von fremden Salzen. Die Farbe der hier lagernden tertiären Salzfunde ist weiß, aber entsprechend dem Fundort durch Einschlüsse von Tonen auch hell- bis dunkelgrau oder petrolfarben. Zudem unterscheiden sich die Abbauorte durch unterschiedliche Texturen von kristallinen Salzfunden bis zu salz-erdigen Salzstätten. Aus Salzblöcken dieser Grube werden Salzlampen gefertigt, da die Dichte der Salblöcke eine gute Lichtausbeute in Nuancen von Blau und Grün bis Gelb und Weiß bietet. Gleichfalls im Kammerbau (Hohlraum-Pfeiler) wurden 1999/2000 4472 Jahrestonnen und im Zeitraum 2013/2014 72.539 Jahrestonnen an Rohsalz gewonnen.
Die zweite zugehörige Anlage der PMDC ist die „Bahadur Khel/Karak Salt Mines“, die sich 265 Kilometer von Islamabad und 112 Kilometer von Kohat entfernt befindet. Hier wird hell- bis dunkelgraues toniges Salz jedoch mit einer mittleren Reinheit von 98 % gewonnen. Die Dicke der Steinsalzflöze im Bahadurkhel-Areal erreicht bis zu 100 Meter und im Areal von Jatta und Karak sind es bis zu 30 Meter.

## Geschichte

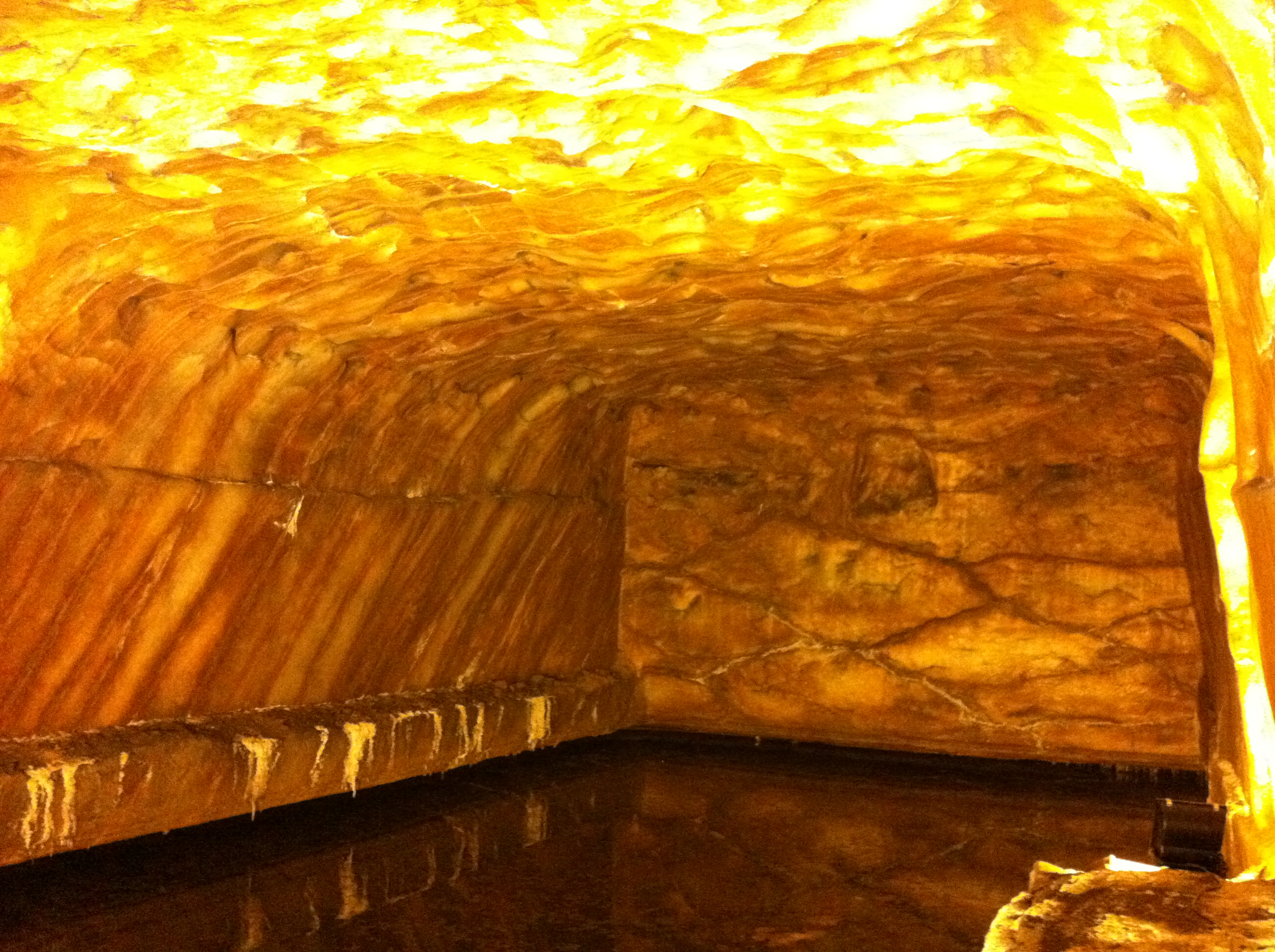
Salzabbaustätte aus der Mogulzeit

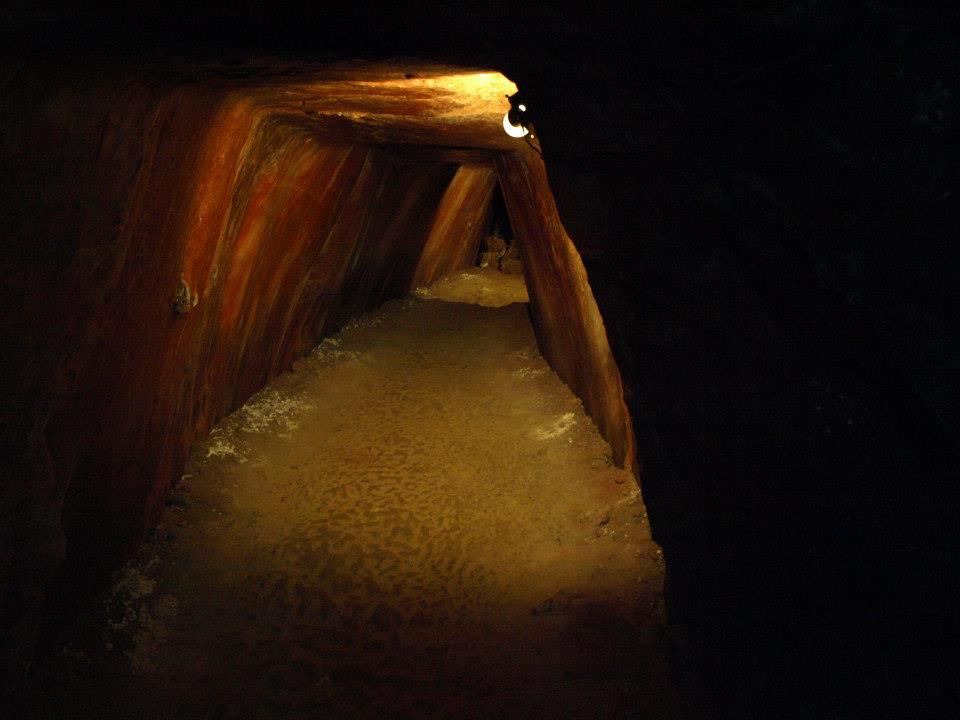
Stollenausbau der alten (vorbritischen) Zeit

Die Lagerstätte des Bergwerks von Khewra ist Teil des Salzgebirges, das als Evaporit durch Verdunstung eines vormaligen Oberflächengewässers entstand. Das Mittelgebirge liegt auf einer Breite von 30 Kilometern bei einer Länge von nahezu 300 Kilometern südwestlich vom Himalaya vor den Bergzügen des Karakorum zwischen Afghanistan und Pakistan. Diese Plateaus und Hochgebirge folgen dem Druck der Indischen gegen die Eurasische Platte. In einer historischen Quelle heißt es: „Eine vom Indus bis zum Hydaspes sich erstreckende Bergkette, die durchgehends aus Salz gebildet ist, bietet von diesem einen unerschöpflichen Vorrath dar und trägt, da das Salzmonopol streng gehandhabt wird, zur Bereicherung des Fürsten bei.“
Die Legende schreibt die Entdeckung des Salzvorrats in Khewra dem Indienfeldzug von Alexander dem Großen im Jahre 326 v. Chr. zu. Die Armee wartete am Jehlam-Fluss etwa 35–40 Kilometer vor Khewra auf den Kampf mit Radscha Porus. Dabei leckten die Armeepferde des Heeres an den Felsen des Salzgebirges, um ihren Bedarf zu decken. Die Kämpfer bemerkten, dass sich kränkelnde und matte Pferde sich danach erholten. Die Kenntnisse von Salzvorkommen dürfte jedoch älter sein, archäologische Hinweise deuten auf einen Abbau bereits seit Jahrhunderten vorchristlicher Zeit hin. Im Salzgebirge gibt es einige Tempel, die auf das 6. vorchristliche Jahrhundert zurückgehen. Die oberflächlichen Salzausspülungen wurden zur Gewinnung von lebensnotwendigem (Stein-)Salz sicher schon seit Jahrhunderten genutzt.
Der erweiterte kommerzielle Abbau und der Fernhandel erstarkte zur Zeit des Mogulreichs, das zwischen 1526 und 1858 bestand. Das Salz wurde zu den Märkten bis nach Zentralasien vertrieben. Salz war zu jener Zeit in der weiteren Umgebung ein rares und kostbares Lebensmittel. Es war besonders für das Reiskochen unerlässlich, im Punjab selbst war es gut zugänglich. Für den besitzenden Fürsten war mit dem Vorkommen um Khewra ein ausgezeichneter Gewinn zu erreichen. Mit dem Niedergang des Mogulreichs übernahmen die Sikhs (Königreich Lahore) den weiteren Abbau und den Salzhandel. Hari Singh Nalwa (1791–1837), Heerführer der Sikhs und Statthalter in Kaschmir, Peschawar und Hazara teilte den Besitz des Salzgebirges mit Gulab Singh (1792–1857), dem Radscha von Jammu. Letzterer kontrollierte das Warchabergwerk, während dem anderen Khewra unterstand. Schon während der Sikhherrschaft wurde der Austrag der Lager als Speisesalz, aber auch als Zahlungsmittel und Einkommensquelle genutzt. „Nach Capitaen Murray betragen die Einnahmen des Staates der Sikhs (oder des Königreichs Lahore) 25.809.500 Rupien.“
Durch Streitigkeiten in den Familien der Maharadschas gelang den Briten ab 1849 die Einflussnahme im Sikhterritorium und sie begannen ab 1872 die Grube zu übernehmen und für sich auszubeuten. Lord Mayo, der Vizekönig von Indien in den Jahren 1869–1872 besuchte das Bergwerk. Zu seinen Ehren wird das Khewra Salzbergwerk auch als „Mayo Salt Mine“ benannt. Bis zu diesem Zeitpunkt erfolgte der Salzabbau vorzugsweise von oberflächlich anstehenden Salzschichten aus in Gängen, die unregelmäßig in engen Stollen verliefen und deren Ausbau dadurch unwirtschaftlich war. Diese engen Eingänge erschwerten und gefährdeten die Fortbewegung und die Arbeit der Salzarbeiter. Der einzige Weg zu den Stollen führte über schwieriges felsiges Gelände und für abgebautes Salz gab es keine Lagermöglichkeiten vor Ort. Der Wassereintrag in der Grube war gering und schlecht.
Durch den englischen Bergbauingenieur H. Warth wurden 1872 Vorschläge zur Verbesserung des Abbaus in Khewra erarbeitet, um die damals bestehenden Schwierigkeiten zu beheben und die Abbaumenge zu vergrößern. Die neue Leitung ließ zunächst eine Zugangsstraße planieren und es wurden Lagerhallen errichtet, um das gewonnene Salz zwischenzulagern und aufzubereiten. Ebenso wurden Maßnahmen für eine ausreichende Wasserzufuhr unternommen. Wesentliche Neuerung war das Anlegen eines Hauptstollen als neue Struktur des Zugangs in die verschiedenen Stollen. Dieser immer noch genutzte Hauptstollen wurde von Warth angelegt und bildet einen Zugang zu den unterschiedlichen Abbauorten im Kammerbau. Die Salzflöze werden zu Hohlräumen erweitert die durch stehenbleibende Salzpfeiler abgestützt sind. Von den Briten wurde ebenfalls neue Abbautechniken für Salze eingeführt. So führte Warth handbetriebene Bohrmaschinen ein, wie sie ihm bereits aus dem Gipsabbau bekannt waren. Die dortigen Technologien konnten wegen der ähnlichen Charakteristik beider Rohstoffe übernommen werden. 14 ansässige Familien, die vorher traditionell den Salzabbau betrieben hatten, erhielten von den Briten die Lizenz für den weiteren Abbau. Um den illegalen Handel und Abbau zu kontrollieren, wurden strenge Strafen gegen den Salzschmuggel erlassen. Mit der Begrenzung der Rechte zur Arbeit in den Gruben wurden Fähigkeiten und Fertigkeiten in Familientradition gesichert, um die Abbaumenge zu beherrschen. Diese Vorrechte für die lizenzierten Familien wurden weiterhin von der heutigen pakistanischen Grubenleitung übernommen und bestätigt.

## Produktion

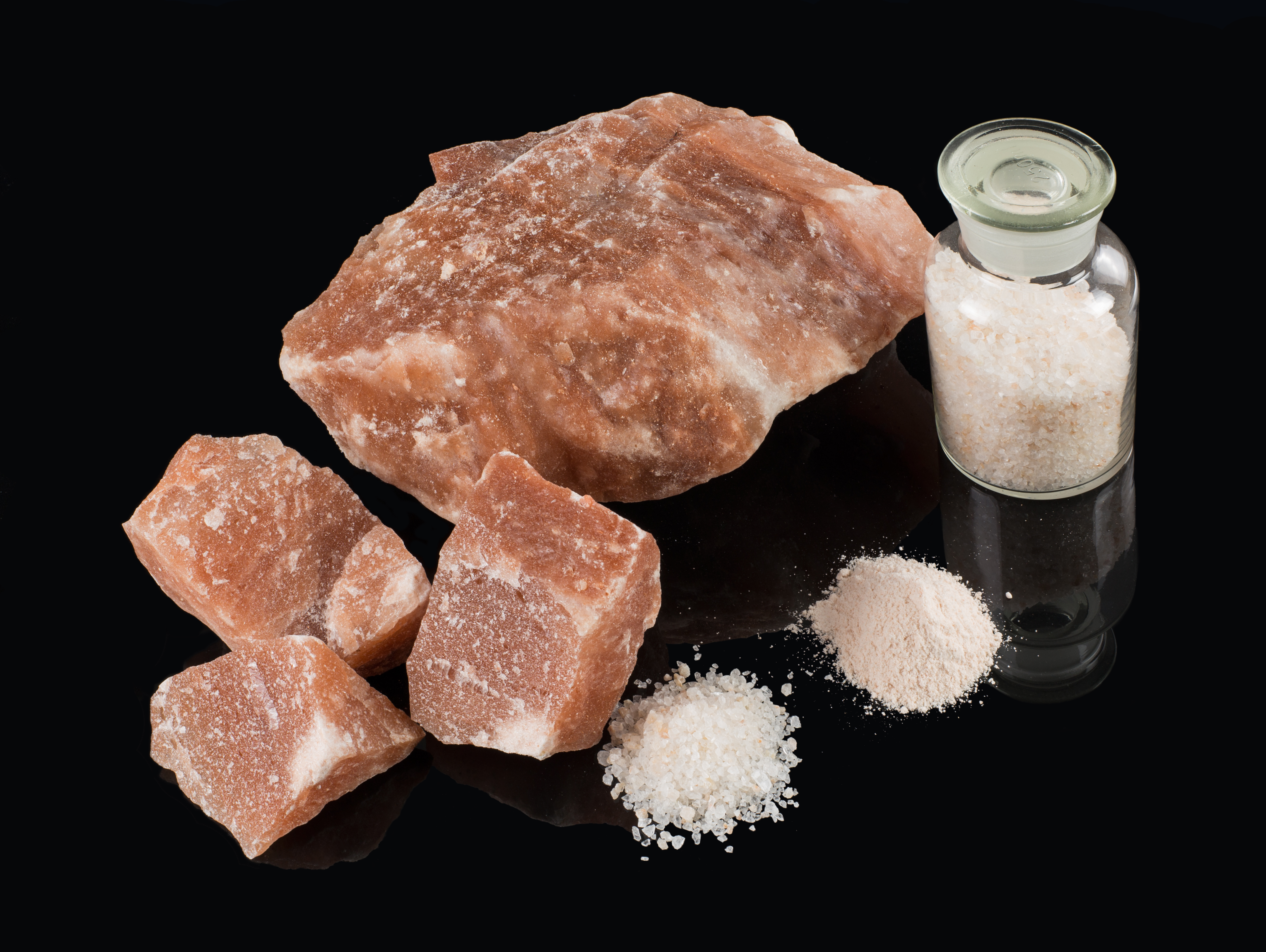
Salzbrocken aus dem Khewra Abbaugebiet

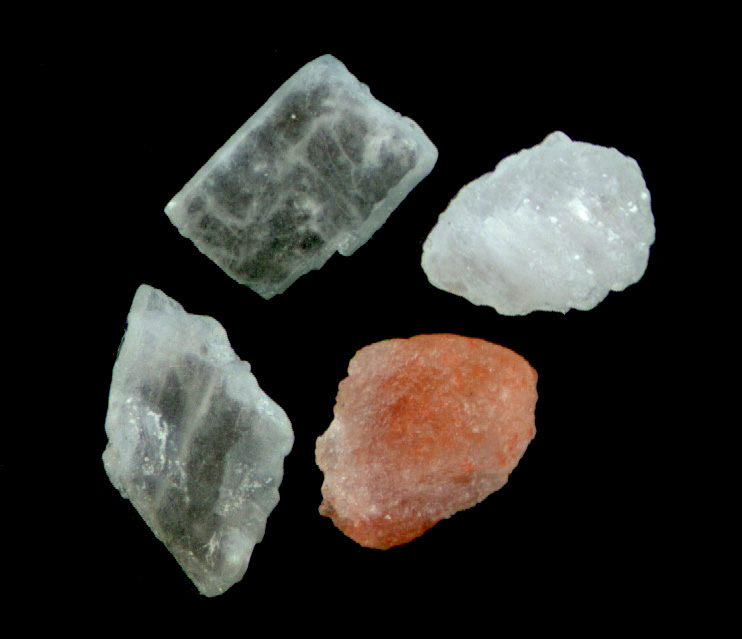
Salzkristalle unterschiedlicher Farbtiefe

Der komplette Lagervorrat an Halit in Khewra wird je nach Herkunftsort auf 82 Millionen Tonnen bis 600 Millionen Tonnen geschätzt. Zählt man die Länge aller vom Hauptstollen abgehenden Stollen zusammen werden 40 Kilometer erreicht.
Das Steinsalz von Khewra und den beiden anderen Abbaustellen im Salzgebirge ist ein sehr reines Produkt. Die Werte sind unterscheiden sich gering je nach Lagerstätte, dem betriebenen Stollen und dem individuellen Abbauort. Neben dem Rohstoffgehalt zwischen 90 und 99 % an Natriumchlorid gibt es außer bei Feuchtigkeit, Calciumsulfat, Magnesiumsulfat und Kaliumsulfat auch Unterschiede bei den Spuren im Rohprodukt, es finden sich farbgebende Eisen(III)-chlorid und Chloride sowie Sulfate der Schwermetalle Zink, Kupfer, Mangan, Chrom und Blei. Das „Khewra-Salz“ wird insbesondere in Europa und den USA unter dem Namen Himalayasalz gehandelt, ein anderer Name ist Lahore-Salz. Je nach Einschlüssen und Lagerorten ist das gewonnene Salz durch Eisenionen fleischrot (95,96 % NaCl) bis rosa (98,86 % NaCl) oder weißgrau (98,65 % NaCl) gefärbt, jedoch gibt es auch transparente Kristallblöcke.
Die Lagerstätte in Khewra besitzt Stollen auf 19 Sohlen, der heutige Abbau findet auf 17 Sohlen statt, davon liegen elf unterhalb 0 m (Nullniveau). Die gesamte Lagerstätte besteht aus einem unregelmäßig angeordneten Salzdom. Das Steinsalz ist in sieben Flözen angeordnet, im Einzelnen wechseln sich dabei Bänder von weißem und roten Salz ab. Vom Mineneingang geht der Salzabbau bis zu einer Tiefe von 730 Meter in das Gebirge hinein. Die Steinsalzgewinnung erfolgt im Trockenabbau (nach der „Hohlraum-und-Pfeiler-Methode“). Dadurch wird lediglich die Hälfte des Rohsalzes als Hohlraum abgebaut, während aus der anderen Menge des Steinsalzes die Pfeiler stehenbleiben, auf denen das Gewicht des darüberliegenden Gebirges ruht. Die Temperatur innerhalb des Bergwerks liegt im ganzen Jahr konstant bei 18 °C bis 20 °C. Das Salz wird am Ort des Abbaus gesammelt und in Loren aus der Mine ausgebracht. Die vorhandene Gleisanlage wurde in der Zeit der britischen Herrschaft mit einer Schmalspurbahn der Spurweite 610 mm geschaffen.

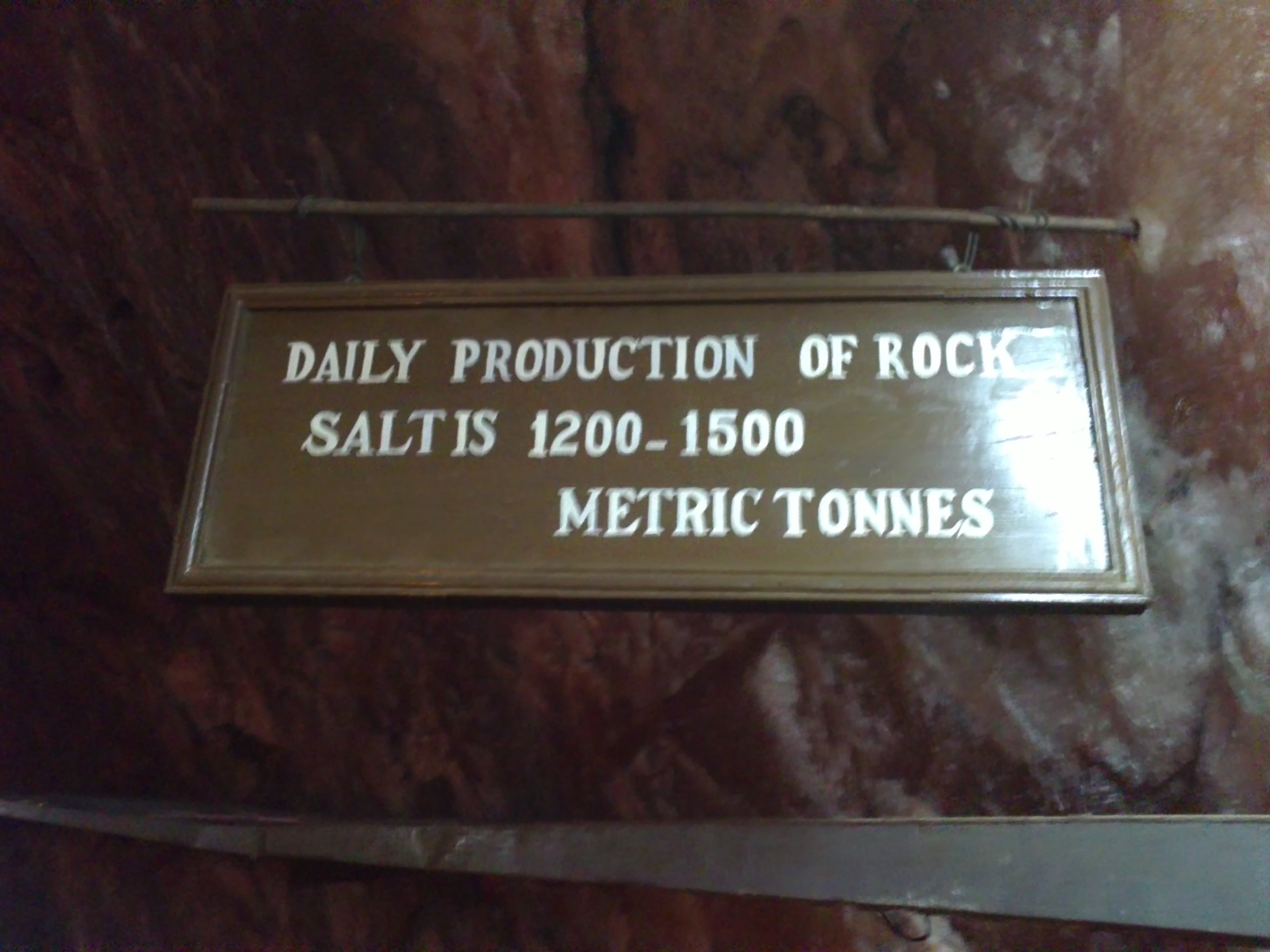
Tafel zur täglichen Salzproduktion

In den frühen Jahren der britischen Herrschaft im 19. Jahrhundert wurden jährlich 28.000 bis 30.000 Tonnen abgebaut. Diese Menge erhöhte sich im 1946/1947 endenden Fünfjahreszeitraum auf 187.400 Tonnen je Jahr und für den Zweijahreszeitraum 1949/1950 sind 136.824 Tonnen je Jahr angegeben. Die Steigerung der Produktion beruhte auf der fortschreitenden Umsetzung der systematischen Arbeiten von H. Warth. Für 2003 wird ein Ausstoß von jährlich 385.000 Tonnen Salz berichtet. Damit kam aus Khewra mehr als die Hälfte der pakistanischen Steinsalzproduktion. Bei gleichbleibendem Abbau würde die Lagerstätte für weitere 350 Jahre ausreichen. Eine weitere Steigerung der pakistanischen Steinsalzproduktion wird derzeit aus den anderen Salzgruben gedeckt.
Die Belegschaft der Khewra-Mine besteht aus 685 Bergarbeitern, die alle aus jenen 14 von den Briten privilegierten Familien stammen. Diese Tradition wurde vom pakistanischen Staatsunternehmen beibehalten, um das Bergwerk mit den langjährigen Erfahrungen der Belegschaft zu managen. Die Mine ist ein „Irrgarten“ von glitzernden Kammern der Stollen auf 17 aktiven von insgesamt 19 Sohlen und die Räume werden durch kontrollierte Explosionen vergrößert. Kleine Gruppen von Arbeitern bohren 1,5 Meter tiefe Löcher in die Salzwände und füllen diese mit Gewehrpulver wie beim Laden von Musketen. Die Bohrlöcher werden mit Sprengstoff festgestopft, mit Zündern versehen und gezündet. Wenn sich der Staub gelegt hat, werden die Salzbrocken eingesammelt.

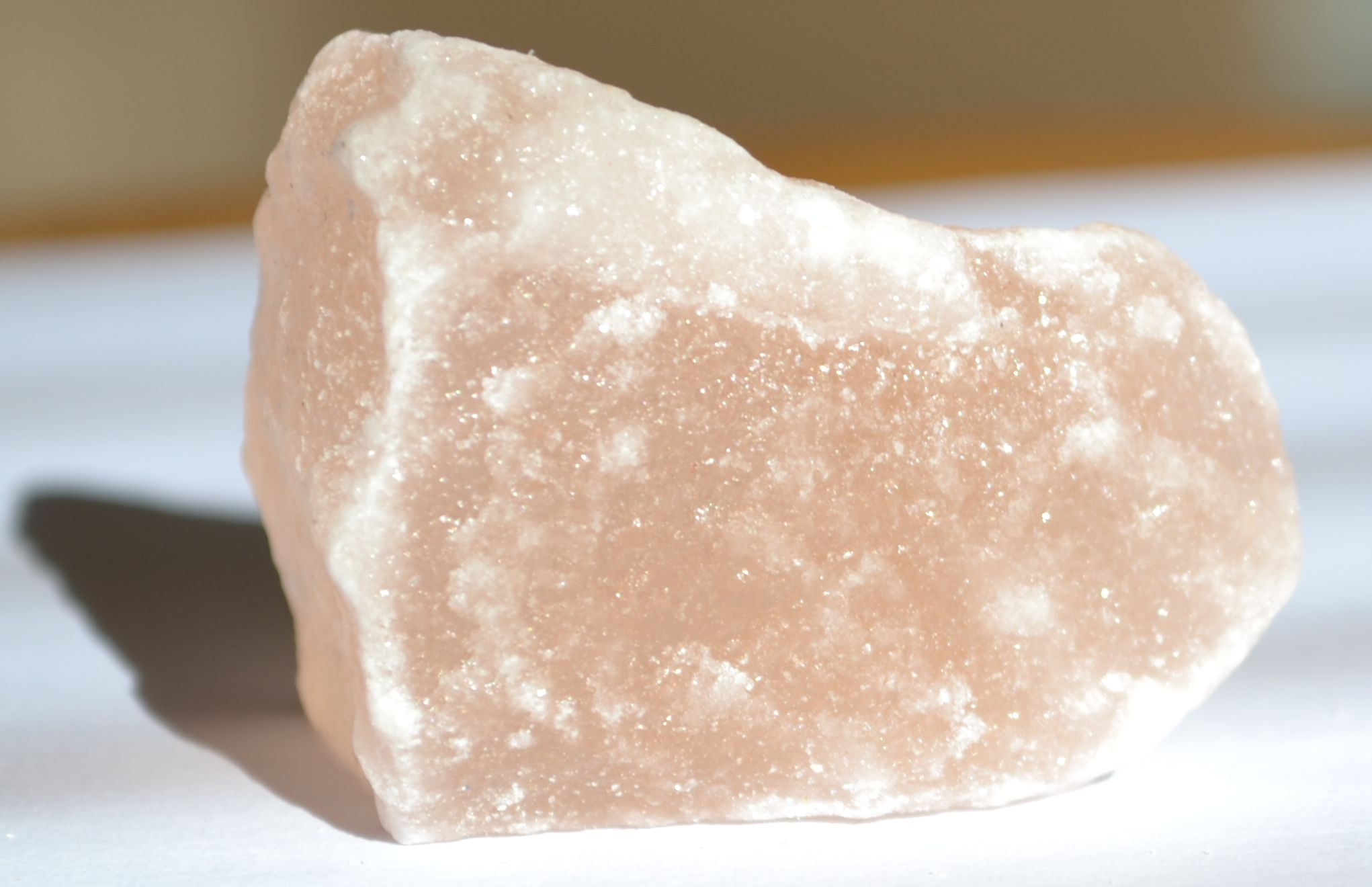
Rötlicher Khewra Halitbrocken

Das geförderte Steinsalz kommt als Speisesalz, Badesalz, Viehsalz oder Auftausalz in den Handel. Es wird auch werbewirksam unter dem (umstrittenen) Namen „Himalayasalz“ gehandelt und ist dadurch Pakistans bekanntestes Produkt. Eine industrielle Weiternutzung erfolgt als Salzlauge und das feste Abbauprodukt dient verschiedenen Industrien in Pakistan als Rohstoff. Bereits 1938 wurde von AkzoNobel nebenan eine Werksanlage für wasserfreie Soda angelegt. Diese „ICI Soda ash plant“ verbraucht einen großen Anteil des Khewra-Salzes und die Bergsalzprodukte der ICI werden an andere industrielle Anlagen weitergegeben. Nutzer sind Gerbereien und die „Ittehad Chemical Limited Kala Shah Kaku“. Weitere Projekte industrieller Weiterverarbeitung vor Ort sind geplant.
Insbesondere nach Indien, nach Europa und in die USA wird ein wesentlicher Anteil des abgebauten Salzes der Khewra- und anderen Salzminen exportiert. Es wird als Speisesalz in weißen oder rosigen Kristallen, als Pulver für Tafelsalz, aber auch als Streusalz, Salzblöcke, -ziegel, -platten oder -brocken gehandelt. Viehsalz wird in Form von Lecksteinen angeboten.
Aus Kristallblöcken werden dekorative Dinge wie Salzlampen und Teelichthalter, Vasen, Schalen und Schüsseln, Aschenbecher und Statuen gefertigt. Neuere Entwicklungen dieser Art sind LED-Lampen mit USB-Anschluss. Diese Produkte werden in den verschiedenen Farbnuancen und Strukturen des Abbauprodukts angeboten. Abnehmer befinden sich vorwiegend in den USA, Indien aber auch in Europas. Die Herstellung künstlerischer und dekorativer Salzartikel geht bereits auf die Mogulzeit zurück, als viele Künstler Tafelgerät und -dekorationen fertigten. „Das Salz, welches diese Kette liefert, ist theils klar und durchsichtig wie Krystall, und dabei so hart, daß man Schüsseln zum Essen und anderes Geräth daraus verfertigt, weshalb es auch starken Absatz in Kaschmir findet, theils ist es, und zwar ostwärts von bräunlicher Farbe und wird in Ostindien unter dem Namen Lahoresalz verkauft.“
Im Jahre 2008 beschloss die Regierung Pakistans 17 ertragreiche Unternehmen zu verkaufen, darunter die „Khewra salt mines“. Der Plan wurde jedoch zurückgestellt. Das Bergwerk wird von der 1974 gegründeten Pakistan Mineral Development Corporation, einem der Regierungsdienststelle unterstellten staatlichen Unternehmen, betrieben. Die PMDC ist eine selbständige Kooperation des „Ministry of Petroleum and Natural Resources“ Pakistans und besitzt insgesamt ein Kapital von einer Milliarde Rupien, um bei Aktivitäten der Mineralindustrie zu helfen und diese Industrie zu erweitern.

## Tourismus

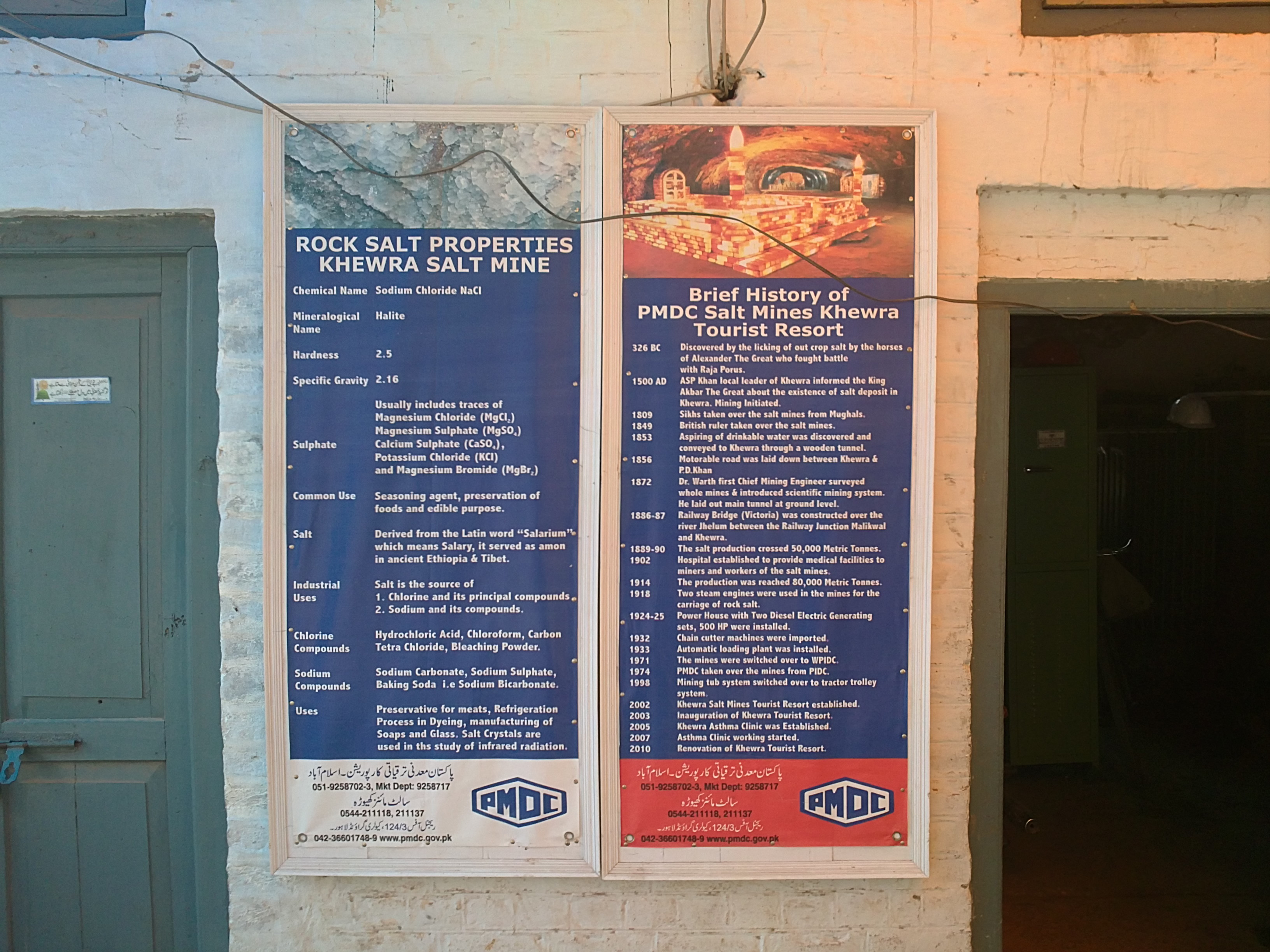
Informationstafel zum Produkt und der Geschichte

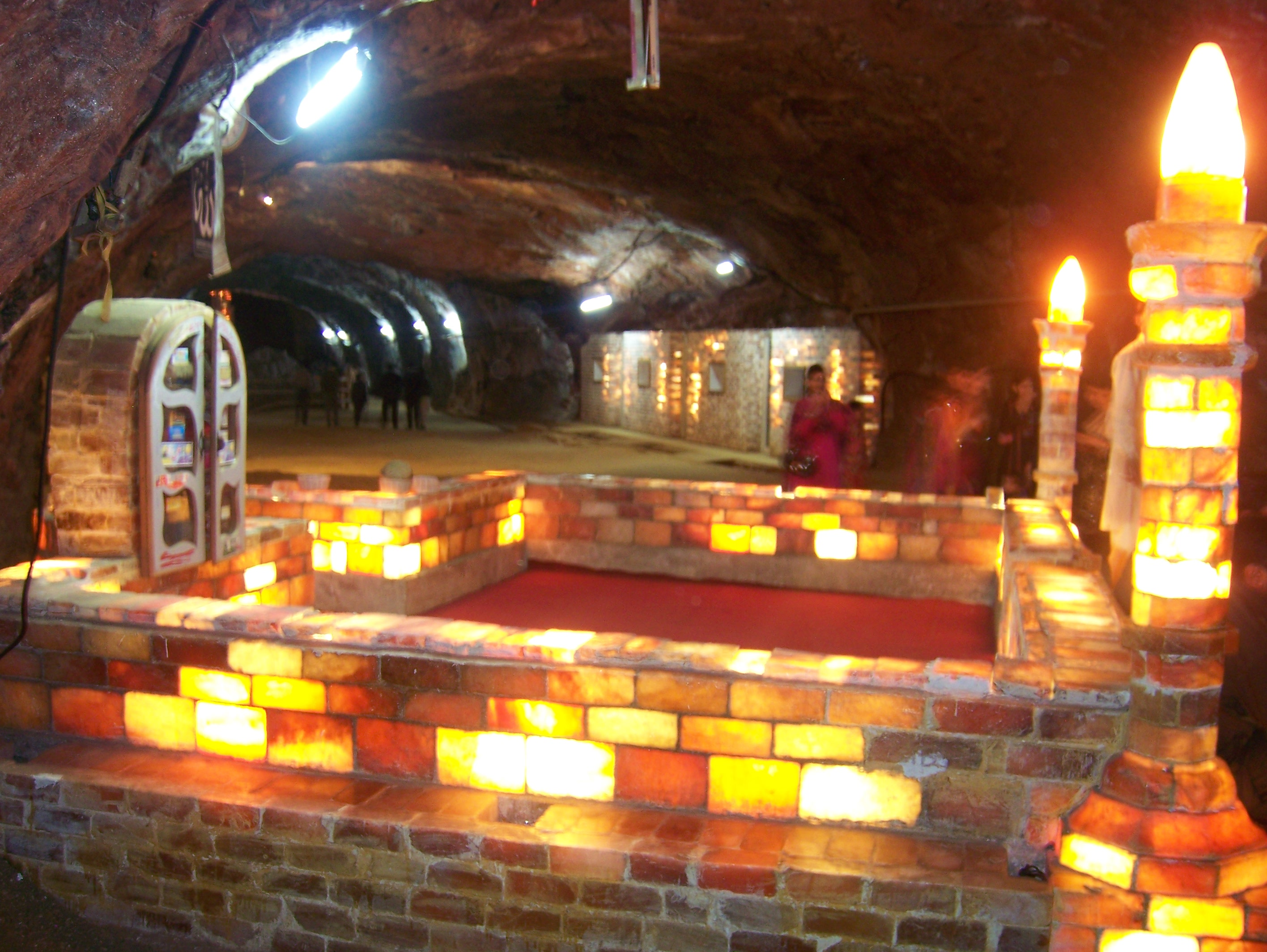
Kleine Salzmoschee aus Salzziegeln innerhalb des Bergwerkskomplexes

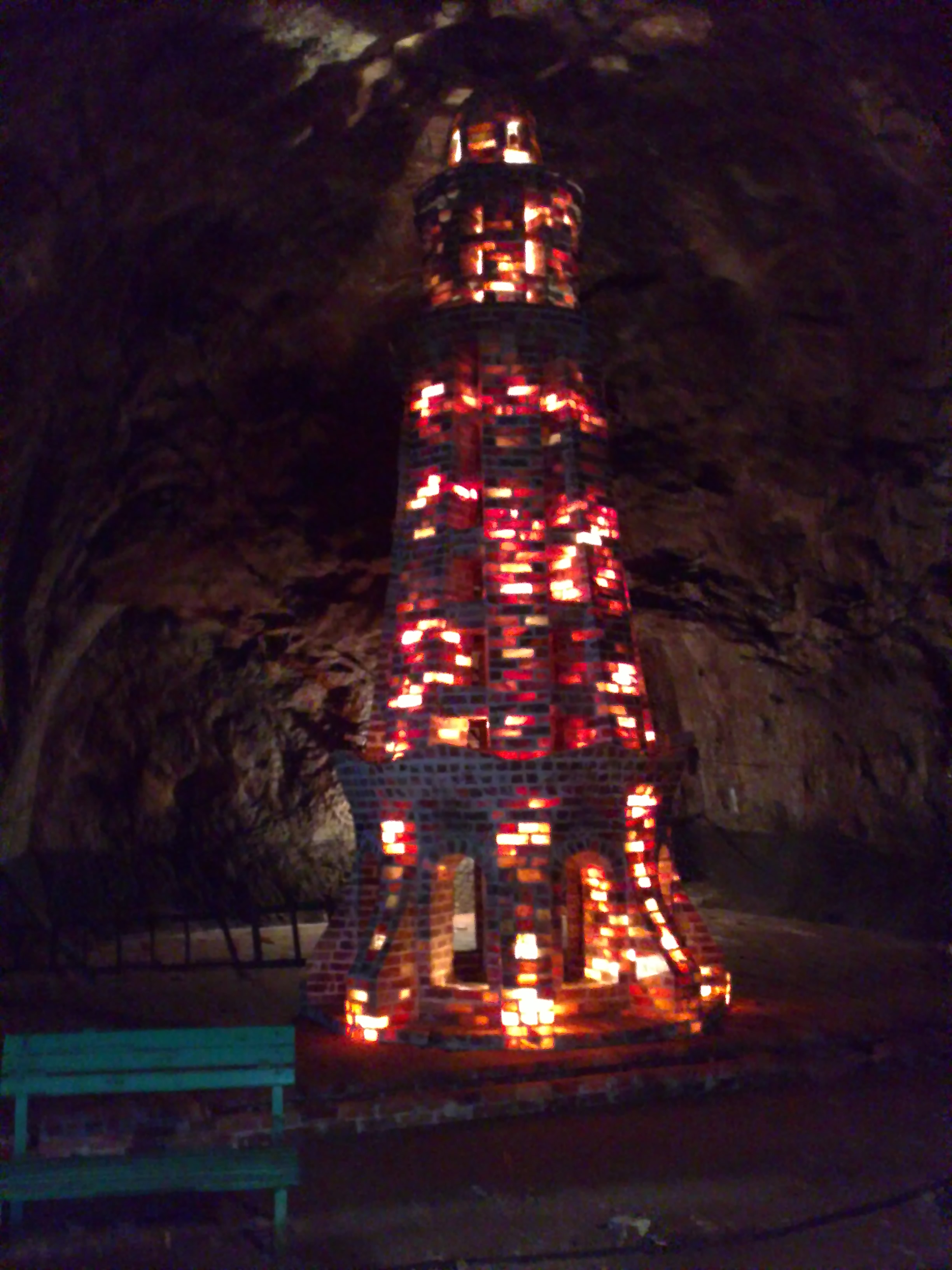
Aus Salzziegeln geformte und durch Lampen effektvoll ausgestaltetes Modell des „Minar-e-Pakistan“

Die „Khewra Salt Mine“ ist eine bedeutsame Touristenattraktion mit jährlich 250.000 Besuchern. Der Ausbau erfolgt in zunehmendem Maße seit 2000. Die Besucher erbringen mit Eintrittsgeldern und Käufen einen großen Anteil am Gesamtergebnis der Mine. Im Hauptstollen wurde ein Teil für Touristen reserviert, von unerwünschtem Material bereinigt und touristengerecht ausgestattet. Es gibt in der Grube mehrere Schwimmbecken mit Salzsole für Besucher. Mehrere Salzbrücken führen Touristen über Soleseen. In den künstlichen Hohlräumen wurden verschiedene Sehenswürdigkeiten errichtet: die „Badshahi-Moschee“ wurde bereits vor 50 Jahren im Bergwerksstollen aus verschiedenen farbigen Salzziegeln nachgebaut. Weitere Attraktionen sind der Nachbau des „Minar-e-Pakistan“, eine Statue von Allama Iqbal und eine Kristallskulptur mit dem Namen Muhammads in Urdu-Schrift, es bestehen Modelle der Großen Chinesischen Mauer und der „Mall Road“ von Murree. Als Tourführer durch die Mine stehen weibliche Guides bereit, die am Khewra Women College des Unternehmens ausgebildet werden. Für die Touristen wurde eine Rezeption mit Ticketverkauf, Aufenthaltsraum mit Toilette und Garderobe gebaut, außerhalb der Mine gibt es nun eine Parkfläche mit einem Restaurant und dem Souvenirladen, weiterhin wurde ein Fußweg von der Rezeption zum Minenmund neu konstruiert und Minenführer gibt es ebenfalls. Innerhalb der Mine werden die Besucher mit der Grubenbahn befördert und es bestehen gastronomische Einrichtungen, wie das Café, gegenüber dem „Sheesh Mahal“.
Weitere Besuchermagnete im Bergwerksinnern sind die in der Mine vorhandenen Salzkristallmodelle und -kammern.
- Eine großräumige Abbaukammer wird als “Assembly Hall” (Versammlungshalle) genannt und hat eine innere Höhe von über 73 Metern, hier sind Veranstaltungen möglich.
- „Pul-Saraat“ im Inneren der Anlage ist eine pfeilerlose Salzbrücke über einen 25 Meter tiefen Salzwasserteich.
- Der „Sheesh Mahal“ ist ein Nachbau des Kristallpalastes im Fort von Lahore (Amber Fort) und wurde aus Salzkristallblöcken in hellem Rosaton aufgebaut.

Im Jahr 2003 wurden für die „Khewra Salt Mines Torist Resort“ in zwei Entwicklungsphasen touristische Einrichtungen und Attraktionen geschaffen, wozu Gesamtkosten von neun Millionen Rupien investiert wurden. Zur Behandlung von Allergien wurde 2007 eine Klinikstation mit 20 Betten für zehn Millionen Rupien geschaffen. Darin können Asthma und andere Erkrankungen der Luftwege mit Salztherapie behandelt werden. Das Projekt „Visit Pakistan Year 2007“ schloss die Veranstaltung einer Eisenbahnsafari zur „Khewra Salt Mine“ ein. Im Februar 2011 begann die pakistanische Eisenbahn damit Sonderzüge von Lahore und Rawalpindi aus nach Khewra zu betreiben. Dafür wurde die Bahnstation in Khewra mit Unterstützung einer Privatfirma entsprechend aufgewertet und ausgebaut.

## Weitere Angaben zur PMDC
Von der „Pakistan Mineral Development Corporation“ wurde 1971 ein Bergbauforschungsinstitut in Khewra eingerichtet. Das Institut führt Gutachten und Befragungen durch, organisiert bergbaurelevante Kurse für die Bergarbeiter und betreibt die „Khewra Model High School“ und das „Khewra Women College“.
Kürzlich gewannen die Arbeiter einen beispielgebenden Umweltprozess gegen die Bergbaugesellschaft. Es ging um die Bereitstellung von sauberen Trinkwasser. Bevor diese Forderung umgesetzt wurde, war für die Bewohner von Khewra lediglich durch Salz, Kohle und andere nahegelegene Bergbauaktivitäten verunreinigtes Wasser verfügbar. Dieser Sieg der Anwohner gegen das Unternehmen fand „in seiner Bedeutung für die Beziehung zwischen Mensch und Umwelt“ internationale Aufmerksamkeit.
Als die Regierung in Pakistan 2003 nach Wegen suchte, um die strategische Lagerreserve für Erdöl auf 90 Tage zu erhöhen, legte die PMDC einen Vorschlag zur Nutzung der Khewraminen als strategische Öllagerstätte vor. Der wissenschaftliche Bericht unterstützte die Ausführbarkeit dieses Vorschlages, der Plan wurde bislang nicht umgesetzt (siehe dazu Kaschmir-Konflikt).

## Flut von 2010
Während des sintflutartigen Regens im Jahre 2010 über Pakistan drang Wasser aus einem nahegelegenen „Nullah“ in die Mine ein. Als Nullah wird eine enge nur zeitweilig durchströmte Schlucht verstanden. Wasser stand bei diesem Einbruch in einer Höhe von 60 Zentimetern und blockierte die Ausgänge. Daraufhin musste die Mine geschlossen werden. Der Mineneingang wurde saniert und ist auch wieder für den Tourismus geöffnet worden.